# Soft Cushions
Pour plus de détails, voir Fiche technique et Distribution.
Soft Cushions est un film américain réalisé par Edward F. Cline, sorti en 1927.

## Fiche technique
- Titre : Soft Cushions
- Réalisation : Edward F. Cline
- Scénario : George Randolph Chester, Wade Boteler et Frederick Chapin
- Décors : Ben Carré
- Photographie : Jack MacKenzie
- Pays d'origine : États-Unis
- Format : Noir et blanc - 1,33:1 - Film muet
- Genre : comédie
- Durée : 70 minutes
- Date de sortie : 1927

## Distribution
- Douglas MacLean : le jeune voleur
- Sue Carol : la fille
- Richard Carle : le marchand d'esclaves
- Russ Powell (en) : le gros voleur
- Frank Leigh : le voleur maigre
- Wade Boteler : le juge de police
- Nigel De Brulier : le notaire
- Albert Prisco : le Wazir
- Boris Karloff : le chef conspirateur
- Albert Gran : le sultan
- Fred Kelsey : le policier
- Harry L. Fraser : le citoyen
- Noble Johnson : le Capitaine de la garde